# Danh sách trình duyệt web

## Lịch sử
Đây là bảng các trình duyệt web máy tính cá nhân theo năm phát hành phiên bản chính. Sự tăng trưởng của Internet trong thập niên 1990 và 2000 có nghĩa là các trình duyệt hiện tại có thị phần nhỏ có tổng số người dùng nhiều hơn toàn bộ thị trường từ rất sớm. Ví dụ, 90% thị phần vào năm 1997 sẽ là khoảng 60 triệu người dùng, nhưng vào đầu năm 2007, 9% thị phần sẽ tương đương với hơn 90 triệu người dùng.
| Năm  | Trình duyệt web |
| ---- | --- |
| 1991 | WorldWideWeb (Nexus) |
| 1992 | ViolaWWW, Erwise, MidasWWW, MacWWW (Samba) |
| 1993 | Mosaic (web browser), Cello (web browser), Lynx (web browser), Arena (web browser), AMosaic                                                                                              |
| 1994 | IBM WebExplorer, Netscape Navigator, SlipKnot (web browser), MacWeb, IBrowse, Agora (web browser) (Argo), Minnesota Internet Users Essential Tool                                        |
| 1995 | Internet Explorer 1, Internet Explorer 2, Netscape Navigator 2.0, OmniWeb, UdiWWW,, Grail (web browser)                                                                                  |
| 1996 | Arachne (web browser), Internet Explorer 3.0, Netscape Navigator 3.0, Opera 2.0, Oracle PowerBrowser 1.5, Cyberdog, Amaya (web editor) 0.9, AWeb, Voyager (web browser)                  |
| 1997 | Internet Explorer 4, Netscape Navigator 4.0, Netscape Communicator 4.0, Opera 3.0, Amaya (web editor) 1.0                                                                                |
| 1998 | ICab, Gói ứng dụng Mozilla |
| 1999 | Amaya (web editor) 2.0, Mozilla M3, Internet Explorer 5 |
| 2000 | Konqueror, Netscape 6, Opera (trình duyệt web) 4, Opera 5, K-Meleon 0.2, Amaya (web editor) 3.0, Amaya (web editor) 4.0                                                                  |
| 2001 | Internet Explorer 6, Galeon 1.0, Opera 6, Amaya (web editor) 5.0 |
| 2002 | Netscape 7, Mozilla 1.0, Mozilla Firefox 0.1, Links (web browser), Amaya (web editor) 6.0, Amaya (web editor) 7.0                                                                        |
| 2003 | Opera 7, Safari 1.0, GNOME_Web 1.0, Amaya (web editor) 8.0 |
| 2004 | Mozilla Firefox 1.0, Netscape Browser, OmniWeb 5.0 |
| 2005 | Opera 8, Safari 2.0, Netscape Browser 8.0, GNOME_Web 1.8, Amaya (web editor) 9.0, AOL Explorer 1.0, Maxthon 1.0, Shiira 1.0                                                              |
| 2006 | Mozilla Firefox 2.0, Internet Explorer 7, Opera (trình duyệt web) 9,, SeaMonkey 1.0, K-Meleon 1.0, Galeon 2.0, Camino (web browser) 1.0, Avant Browser 11, ICab 3                        |
| 2007 | Safari 3.0, Maxthon 2.0, Netscape Navigator 9, NetSurf 1.0, Flock (trình duyệt web) 1.0, Conkeror                                                                                        |
| 2008 | Google Chrome 1, Mozilla Firefox 3, Opera (trình duyệt web) 9.5,, Safari 3.1, Konqueror, Amaya (web editor) 10.0, Flock (trình duyệt web) 2, Amaya (web editor) 11.0                     |
| 2009 | Google Chrome 2–3, Mozilla Firefox 3.5, Internet Explorer 8, Opera (trình duyệt web) 10,, Safari 4, SeaMonkey 2, Camino (web browser) 2, Surf (web browser), Pale Moon (web browser) 3.0 |
| 2010 | Google Chrome 4–8, Mozilla Firefox 3.6, Opera (trình duyệt web) 10.50,, Opera (trình duyệt web) 11, Safari 5, K-Meleon 1.5.4, Xombrero                                                   |
| 2011 | Google Chrome 9–16, Mozilla Firefox 4-9, Internet Explorer 9, Opera (trình duyệt web) 11.50, Safari 5.1, Maxthon 3.0, SeaMonkey 2.1–2.6                                                  |
| 2012 | Google Chrome 17–23, Mozilla Firefox 10–17, Internet Explorer 10, Opera (trình duyệt web) 12, Safari 6, Maxthon 4.0, SeaMonkey 2.7-2.14                                                  |
| 2013 | Google Chrome 24–31, Mozilla Firefox 18–26, Internet Explorer 11, Opera (trình duyệt web) 15–18, Pale Moon (web browser) 15.4-24.2.2, Safari 7, SeaMonkey 2.15-2.23                      |
| 2014 | Google Chrome 32–39, Mozilla Firefox 27–34, Opera (trình duyệt web) 19–26, Pale Moon (web browser) 24.3.0-25.1.0, Safari 8, SeaMonkey 2.24-2.30                                          |
| 2015 | Google Chrome 40–47, Microsoft Edge, Mozilla Firefox 35–43, Opera (trình duyệt web) 27–34, Pale Moon (web browser) 25.2.0-25.8.1, Vivaldi (trình duyệt web)                              |
| 2016 | Google Chrome 48–55, Mozilla Firefox 44–50, Microsoft Edge 14, Opera (trình duyệt web) 35–42, Pale Moon (web browser) 26.0.0-27.0.3, Safari 10, SeaMonkey 2.24–2.30                      |
| 2017 | Basilisk (web browser), Google Chrome 56–60, Microsoft Edge 15, Mozilla Firefox 51–55.0.2, Opera (trình duyệt web) 43–45, Opera Software, Pale Moon (web browser) 27.1.0-27.6.2          |

### Các trình duyệt quan trọng
| Thị phần các trình duyệt vào đầu quý 1 năm 2017 |
| ----------------------------------------------- |
| Chrome - 58,64%                                 |
| IE - 18,95%                                     |
| Firefox - 11,79%                                |
| Microsoft Edge - 5,61%                          |
| Safari - 3,37%                                  |
| Các trình duyệt khác - 1,18%                    |

Xếp theo thứ tự ra đời:
- - Erwise, tháng 4 năm 1992
  - ViolaWWW, tháng 5 năm 1992, xem Erwise
  - Libwww, Line-Mode Browser, trước 11 tháng 2 năm 1991
  - Mosaic, 22 tháng 4 năm 1993
  - Netscape Navigator và Netscape Communicator, 13 tháng 10 năm 1994
  - Internet Explorer (tháng 8 năm 1995)
  - Opera, 1995
  - Internet Explorer 6, 27 tháng 8 năm 2001
  - Safari, 7 tháng 1 năm 2003
  - Mozilla Firefox, 9 tháng 11 năm 2004
  - Internet Explorer 7, 18 tháng 10 năm 2006
  - Mozilla Firefox 3, 17 tháng 6 năm 2008
  - Google Chrome, 2 tháng 9 năm 2008
  - Microsoft Edge, 29 tháng 7 năm 2015

## Engine bố trí
- Gecko được phát triển bởi Quỹ Mozilla.
- Goanna là một nhánh của Gecko được phát triển bởi Moonchild Productions.
- KHTML được phát triển bởi dự án KDE.
- Presto được phát triển bởi Opera Software để sử dụng trong Opera (trình duyệt web). Phát triển dừng lại khi Opera chuyển sang Blink.
- Tasman được phát triển bởi Microsoft để sử dụng trong Internet Explorer cho Mac.
- Microsoft Trident được phát triển bởi Microsoft để sử dụng trong phiên bản Microsoft Windows của Internet Explorer 4 tới Internet Explorer 11.
- WebKit là một nhánh của KHTML được Apple Inc. dùng trong Safari của Apple, và trước đây là Chromium (trình duyệt) và Google Chrome.
- Blink (web engine) là một nhánh năm 2013 của thành phần WebCore của WebKit do Google sử dụng trong Chromium, Google Chrome và Opera.[19]
- Servo là một công cụ bố trí trình duyệt web thử nghiệm được phát triển bởi Mozilla và Samsung.
- EdgeHTML là công cụ do Microsoft phát triển cho Microsoft Edge. Nó là một nhánh được viết lại phần lớn của Trident với tất cả các mã di sản đã bị loại bỏ.